# Sciamanesimo

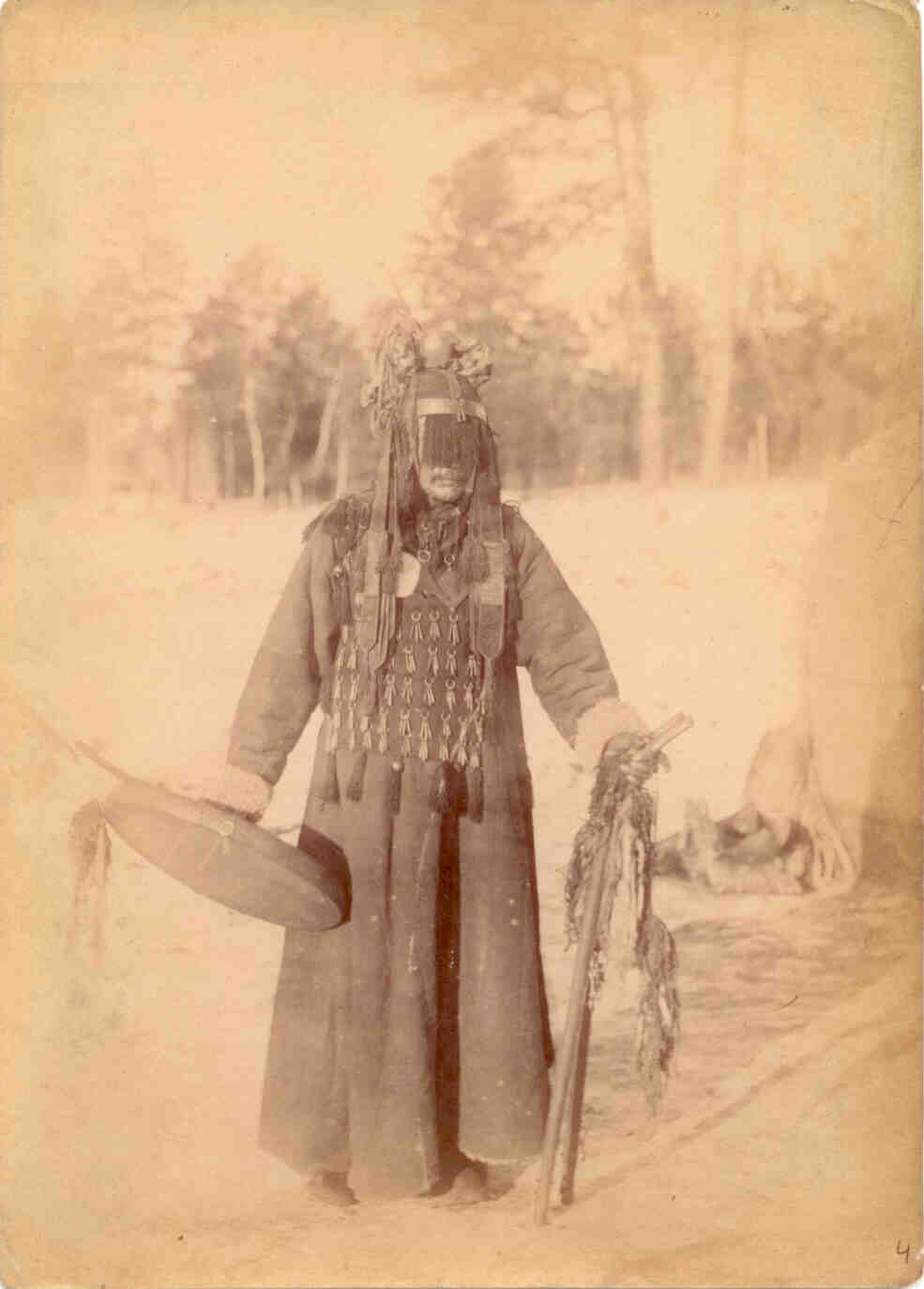
Sciamano (bö) buriato, fotografia del 1904. La maschera che copre il volto ha la funzione di "trasformare" lo sciamano in un nuovo essere, al quale è consentito di entrare nei mondi, superiore e inferiore, interdetti ai comuni esseri umani. La funzione del tamburo che agita è molteplice. Essa è stata variamente interpretata dagli studiosi come richiamo per gli spiriti adiutori, oppure per cacciare gli spiriti maligni, o ancora per fungere da "cavalcatura" per il viaggio sciamanico.

Sciamanesimo (o sciamanismo) indica, nella storia delle religioni, in antropologia culturale e in etnologia, un insieme di conoscenze, credenze, pratiche religiose, tecniche magico-rituali, estatiche ed etnomediche riscontrabili in varie culture e tradizioni. 
Per Boris Chiclo è un «fenomeno socio-religioso»; per Ugo Marazzi è un «complesso di credenze, una concezione arcaica del mondo e dell'universo, al cui centro è la figura dello sciamano, intermediario professionale che opera da tramite tra il mondo degli uomini e il mondo degli spiriti»; secondo Charlotte Seymour-Smith, «complesso di credenze e pratiche religiose ed etnomediche riscontrabili in una vasta gamma di contesti etnografici».
Ciò premesso, occorre ricordare con Mircea Eliade che:
(Mircea Eliade, Shamanism. In "Encyclopedia of Religion", vol.12. Ny, Macmillan, 2005, p. 8269)

## Origine del termine
La prima attestazione in lingua occidentale del termine schamane ("sciamano") è databile al 1698, quando il mercante di Lubecca Adam Brand lo riporta nel suo diario riguardante il viaggio compiuto tra Mosca e Pechino sotto la guida del mercante olandese Evert Ysbrants Ydes.
Il termine "sciamano", quindi "sciamanesimo", entra nella lingua italiana nel 1838. Il termine italiano e il suo corrispettivo tedesco Schamane, nonché quello inglese shaman, risultano adattamenti del russo šaman, a sua volta resa del tunguso šamān.
Con ogni probabilità il termine tunguso šamān è la resa in quella lingua del sanscrito śrāmaṇa o śrāmaṇera, forse per mezzo di un possibile ricostruito cinese sha-men.
In passato Julius Nemeth e Berthold Laufer hanno ritenuto che il termine tunguso šamān (anche xamān) potesse essere identico foneticamente con il turco xam/qam, quindi da un ricostruito *sam. Un'ulteriore etimologia, è stata proposta dallo studioso ungherese Vilmos Diószegi, per cui l'origine di questo termine sarebbe da ricercarsi nella radice tungusa ša- ("conoscere"). Tutte queste seconde ipotesi sono oggi completamente abbandonate.

## Altri termini utilizzati nelle regioni siberiane e centro asiatiche
Il termine tunguso šamān non esaurisce minimamente l'ampia gamma di termini che nelle sole regioni siberiane è utilizzato per indicare lo "sciamano". Inoltre anche in un medesimo gruppo linguistico i nomi utilizzati possono essere diversi.
Così, e ad esempio:
- iacuto: oyūn;
- mongolo: böge;
- khalkha e buriato: bö;
- turco sud siberiano: qam;
- tunguso (insieme a šamān e a xamān): yayan;
- uiguri gialli: elčï o ilčï;
- paleosiberiano: čʿam.

Anche un altro termine noto in questo ambito, il neologismo russo kamlanie, trae origine dalla Siberia meridionale, precisamente dall'Uiguria, entrando successivamente nel turco qam e da lì a formare quel neologismo.

## Le problematiche della nozione e la sua storia

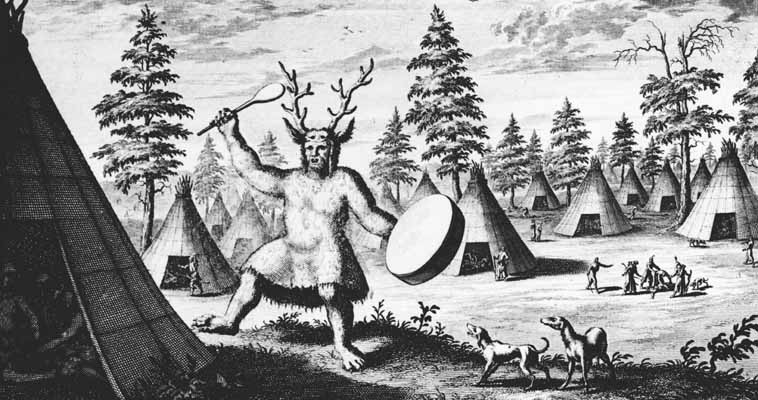
La più antica illustrazione riguardante uno "sciamano" riportata nel libro di viaggi del cartografo olandese Nicolaes Witsen, datato 1692. La didascalia di questa illustrazione spiega l'immagine come "sacerdote del diavolo", Witsen ha anche disegnato i piedi dello sciamano con gli artigli. Con ogni probabilità si tratta di uno sciamano tunguso e dal copricapo che indossa è uno "sciamano renna", una delle due categorie di sciamani di quelle regioni. Lo "sciamano renna" viene chiamato per "sciamanizzare" il mondo inferiore, ossia per recuperare le anime che lì si sono perdute oppure per accompagnare i morti nell'altro mondo.

Entrata nella cultura russa e in quella europea nel corso del XVIII secolo, la nozione di "sciamano" ha inizialmente indicato un "ciarlatano" che, con la pretesa di guarire o risolvere problemi, in realtà mirava a guadagni economici.
La prima attestazione di questa interpretazione la possiamo riscontrare negli appunti di viaggio (Reise durch Sibirien von dem Jahr 1733 bis 1743) del chimico e botanico tedesco Johann Georg Gmelin (1709-1755), il quale trascorse dieci anni in Siberia, dove egli descrisse le pratiche sciamaniche come ciarlatanerie.
Tale interpretazione riverbera anche nella Encyclopédie di Denis Diderot (1713-1784) dove lo "sciamano" siberiano viene così descritto:
(L’Encyclopédie ou Dictionnaire raisonné des sciences, des arts et des métiers, 14, p. 759, 1765)
L'imperatrice russa Caterina la Grande (1729-1796), appassionata lettrice di Diderot (l'intellettuale francese le farà visita nel 1773), dipendeva per le sue informazioni sugli "sciamani" siberiani anche dai suoi esploratori e cartografi, finendo per farsi interprete della valutazione russa per mezzo dell'opera teatrale da lei stessa scritta Шаман Сибирский (Shaman Sibirsky, "Lo sciamano siberiano") messa in scena nel 1786 a San Pietroburgo. Anche in questa opera dell'imperatrice russa, lo "sciamano" viene descritto come un "imbroglione" dedito a truffare i malcapitati.
Se la reazione della cultura illuminista fu improntata al disprezzo per queste forme della tradizione religiosa siberiana, accompagnata, nel caso degli interpreti di fede cristiana, dal sospetto di rapporti dello sciamano con il diavolo, in quell'epoca già si registrano le prime letture diverse, e più attente, del fenomeno sciamanista. Così l'intellettuale Aleksandr Nikolaevič Radiščev (1749-1802), esiliato dall'imperatrice in Siberia per le critiche al suo regime assolutista, ebbe modo di chiosare le pratiche sciamaniche, da lui direttamente osservate, in una lettera a un suo amico: «Questa usanza conosciuta come sciamanesimo è considerata dalla gente comune come un modo per avere rapporti con il diavolo e spesso come una forma di truffa mirata a ingannare la fiducia degli spettatori. Io vedo in questo rituale solo un mezzo per manifestare dei sentimenti verso il riconosciuto potere onnipotente, la cui grandezza appare nelle più piccole cose».
Gli intellettuali romantici, come Johann Gottfried Herder (1744-1803), difesero lo sciamanesimo siberiano intendendolo come espressione poetica, frutto di personalità creative.

## La figura dello sciamano

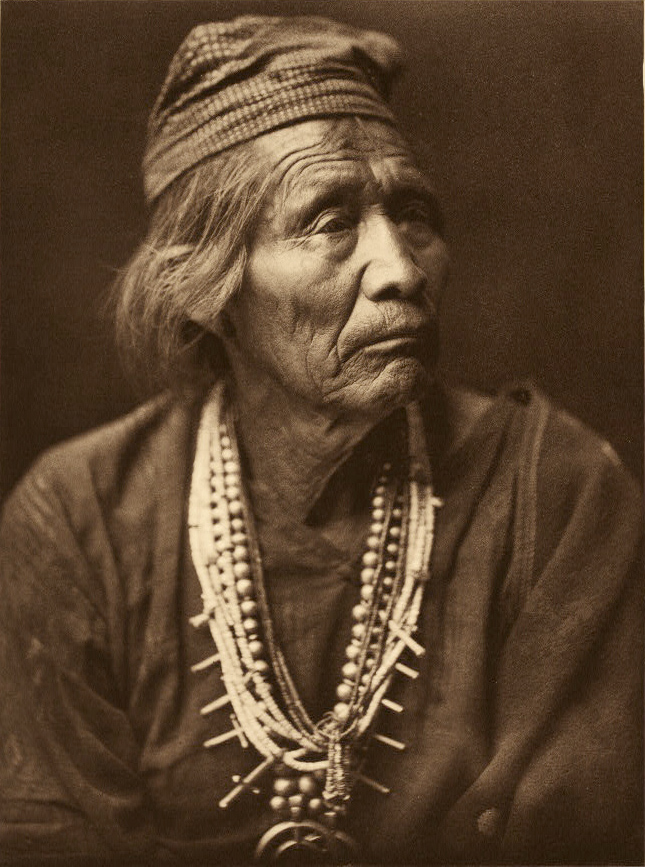
Guaritore Navajo, foto di Edward Sheriff Curtis (1907-1930)

Presso queste società, in ultima istanza, erano gli spiriti ultraterreni a determinare la sorte e gli avvenimenti terreni; ogni problema poteva perciò essere risolto solo da qualcuno che avesse la capacità ed i mezzi per entrare in contatto con tali spiriti, affrontando un viaggio ultraterreno nel loro mondo, trovando lì la soluzione ai problemi. Questo è lo sciamano, un ponte tra il mondo terreno e quello ultraterreno.
Secondo la cultura sciamanica, non si può diventare sciamani per scelta o per semplice iniziazione, ma si deve ricevere una chiamata da parte degli spiriti e a questa chiamata non si può rispondere negativamente. Detto ciò, è comunque possibile che alcune culture prevedano un qualche tipo di iniziazione per lo sciamano. Per chi la riceve, la chiamata è spesso un dramma: essa ne sconvolge la vita e ne mina seriamente la stabilità e l'integrità fisico-psichiche; il chiamato ne farebbe volentieri a meno. Tuttavia, il non accettare, sempre secondo la tradizione sciamanica, avrebbe conseguenze molto più gravi, che potrebbero portarlo fino alla follia ed alla morte.
La figura dello sciamano nasce nelle società primitive con lo scopo di risolvere problematiche di base per la sopravvivenza di qualsiasi società, ovvero:
- salute;
- riproduzione;
- sussistenza.

Generalmente nello sciamanesimo classico, gli sciamani sono di sesso maschile, ma esistono anche sciamani di sesso femminile ed il loro numero aumenta man mano che ci si avvicina ai gruppi sedentari, soprattutto nelle società agricole e contadine (p. es. Uzbeki e Tagiki, ma anche Estremo Oriente e Sud-est asiatico). Il loro ruolo però è generalmente più marginale rispetto a quello degli sciamani maschi perché, sempre secondo la tradizione sciamanica, il viaggio dello sciamano di sesso maschile sarebbe di ben più ampio respiro, avrebbe un raggio d'azione molto più vasto e la sua azione sarebbe molto più potente. Le sciamane (dove esistono) sarebbero invece generalmente più specializzate in quelle cure che prevedono l'uso dell'erboristeria.

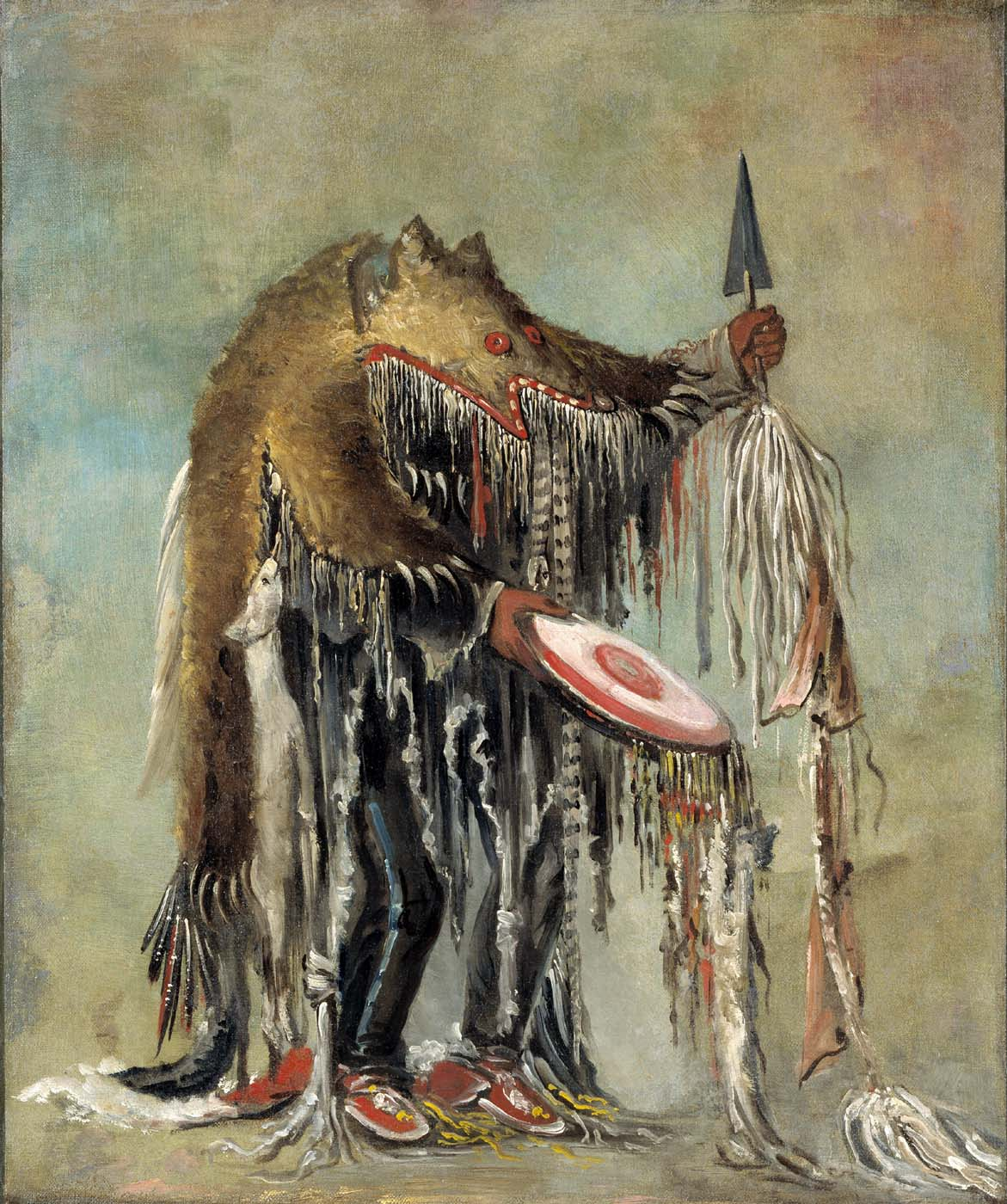
Guaritore della tribù dei Nasi Forati mentre esegue i suoi misteri su un uomo morente. Dipinto di George Catlin, 1832.

Lo sciamano, diversamente da quanto succede per il sacerdote o il re, non deriva da un'istituzione, ma ha base empirica, possiede facoltà innate o trasmesse e, a differenza dello stregone-medico, ha un comportamento di carattere estatico, in trance è ponte fra le energie spirituali e quelle terrene, un canale della volontà divina e delle forze della natura che mette a disposizione dell'umanità attraverso l'amore e la comprensione. Durante l'estasi si impadronisce di lui una forza (che può essere concepita sia dinamicamente come impersonale, sia animisticamente come spirito o demone): con questo aiuto lo sciamano influisce sulla vita dei compagni. Il legame fra lo sciamano e il potere che lo invade è molto stretto, perde la sua personalità e diventa temporaneamente l' "altro". Sciamani dell'America settentrionale e della Groenlandia portano maschere proprio per sottolineare questo significato. Non sempre tutto questo viene sentito come un dono ma anche temuto come la morte, per la sua potenza.
Aspetto significativo della cura nella credenza sciamanica è che la guarigione è sia fisica che psichica.
Parte della psichiatria moderna attribuisce le eventuali guarigioni ad ipnosi o autoipnotismo o anche ad ipnotismo collettivo. Gli strumenti musicali, per esempio, con il frastuono violento che spesso accompagna queste pratiche, "strappano" il guaritore ed il paziente dalla loro solita esistenza, con funzione terapeutica.

### Elementi fondamentali caratterizzanti
Secondo l'antropologia ufficiale, gli elementi fondamentali caratterizzanti dello sciamano, comuni a tutti i luoghi ove la credenza sciamanica si sia diffusa e pressoché identici dall'Australia alle Americhe, all'Asia, sono:
1. La "chiamata sciamanica". Lo sciamano, prima di diventare sciamano, asserisce di ricevere una "chiamata" da parte degli "spiriti", alla quale non può rifiutarsi di rispondere positivamente.
2. Il "viaggio sciamanico". Un viaggio mentale e spirituale, onirico nel "mondo degli spiriti", che lo sciamano compie alla propria investitura e successivamente, con modalità differenti (a volte anche per mezzo di allucinogeni), ad ogni suo intervento volto a risolvere problemi propri, della comunità o di singoli. Le fasi caratteristiche del viaggio sono:
  1. trance (stato psichico alterato che in alcuni casi viene raggiunto tramite l'uso di allucinogeni e che permane per tutta la durata del "viaggio").
  2. metamorfosi, lo sciamano si trasforma (durante il viaggio, quindi in sogno) nell'animale che lo protegge e da cui deriva il proprio potere.
  3. combattimento (compie durante il viaggio combattimenti contro gli spiriti ed altri sciamani).
  4. ritorno (lo sciamano "rientra" dal viaggio con la soluzione al problema).
3. Anargirismo, ovvero il divieto per lo sciamano di ricevere compensi in denaro (pena la perdita del potere sciamanico).

Dagli spiriti lo sciamano impara le proprietà delle piante medicinali, dove e come coglierle e fa uso di sostante stupefacenti. Tramite la o le entità spirituali che lo possiedono, egli viaggia in “astrale”, cioè fuori del proprio corpo, opera da indovino, fa profezie, cura le malattie, va a caccia di anime uscite dal corpo, esercita la sua azione sulle forze della natura (ad esempio modifica le condizioni atmosferiche), fa da consigliere nel gruppo sociale di appartenenza. Allo stesso tempo lo sciamano pretende di dominare gli spiriti costringendoli a obbedire.

## Diffusione

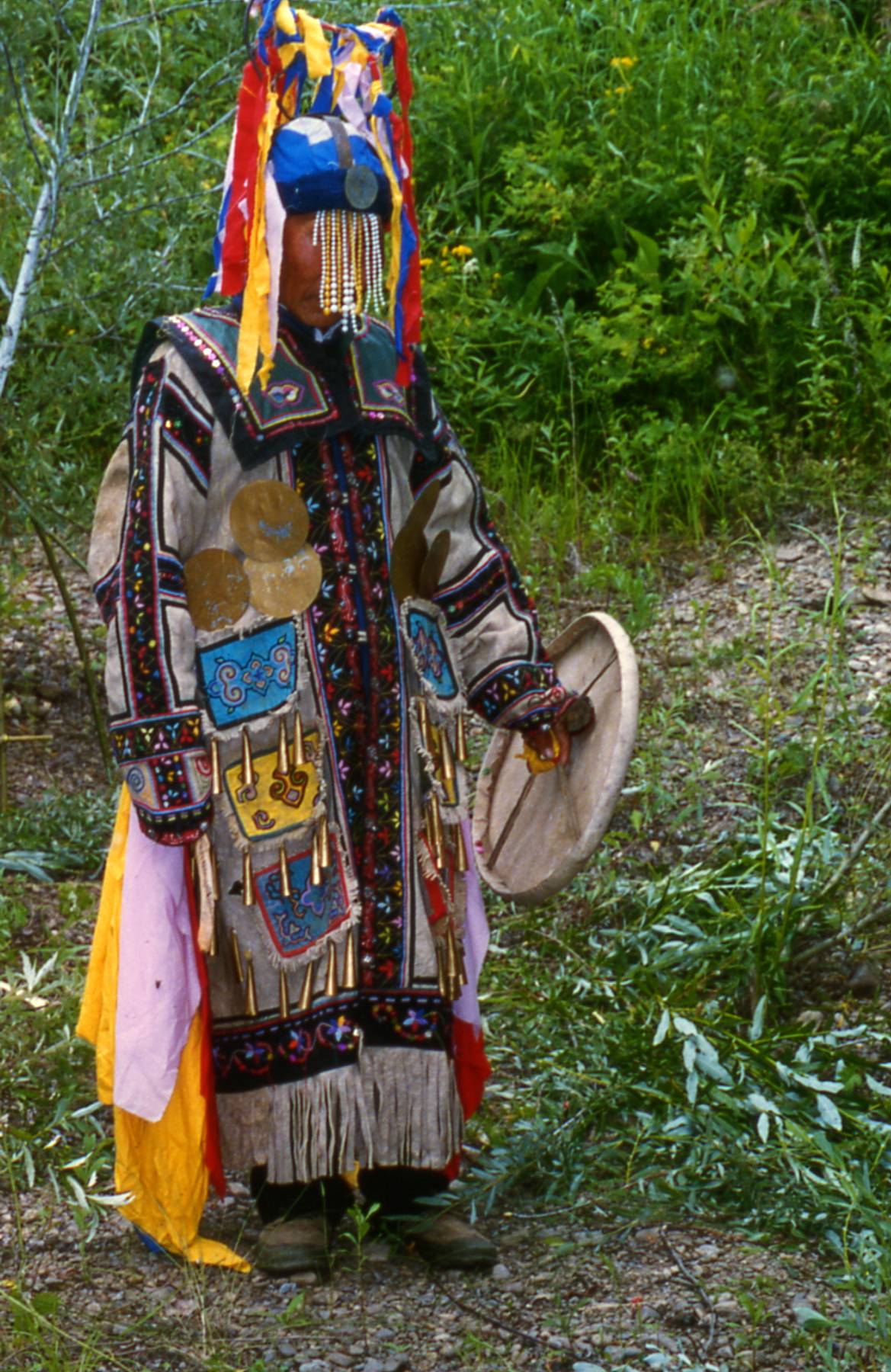
Chuonnasuan, l'ultimo sciamano degli Oroqen

Lo sciamanesimo, originariamente legato alle culture di cacciatori-raccoglitori, appare diffuso quasi ovunque nel mondo, dall'Australia alle Americhe, con caratteristiche comuni presso le società di coltivatori di Melanesia e Nuova Guinea e nelle zone delle grandi civiltà dell'antichità, come quella cinese, le grandi civiltà del Mediterraneo, quelle mesoamericane e andine. Presso le grandi civiltà è possibile che sia originariamente esistito, ma che poi sia stato rimosso.
In Africa raramente si utilizza il termine "sciamanesimo" per identificare gli "operatori" del mondo magico. Secondo Eliade lo sciamano è colui che controlla gli spiriti e che, attraverso il viaggio visita il regno dell'Oltremondo. Al contrario la possessione presente nei rituali africani rende l'uomo controllato dagli spiriti che, proprio al contrario della pratica sciamanica, vengono loro a visitare gli uomini. Nonostante quanto detto, non è facile individuare una netta differenza tra possessione e pratiche sciamaniche. Gilbert Rouget afferma che la classificazione di Eliade è troppo rigida e esistono tutta una serie di casi intermedi. Secondo Shefferman anche se lo sciamano domina gli spiriti essi spesso parlano per bocca dello sciamano, danzano con il suo corpo e, in molte tradizioni ne fanno addirittura cambiare sembianze in animale.
Del resto, ricorda Richard Noll lo sciamano prima di essere tale, nelle tradizioni tunguse è un “malato”, ovvero un posseduto dagli spiriti. Nelle pratiche africane, proprio come nelle tradizioni sciamaniche, gli spiriti sono chiamati dalle danze, dal suono di tamburi, da canti, incensi e libagioni. Dunque forme di sciamanesimo possono essere considerate presenti anche nel Vecchio Continente.
Sepolture in caverne del nord dell'Iraq, a Shanidar, datate 150.000 anni fa, come petroglifi di 7.000 anni fa del Nord America, recano tracce di riti sciamanici. Particolarmente radicato appare invece in Asia, specialmente in Siberia, dove non c'è stata o è stata minima la sovrapposizione di altre culture; lo sciamanesimo siberiano è pertanto considerato dagli studiosi quello classico, il meno "contaminato" da altre culture.
Sappiamo che lo Stretto di Bering, spesso ghiacciato, era l'itinerario seguito dai cacciatori del paleolitico (homo sapiens sapiens) per penetrare nel continente americano; dal sud-est dell'Asia penetrano fino in Australia, 53.000 anni prima della nostra era e gli attuali aborigeni ne sono i diretti discendenti.

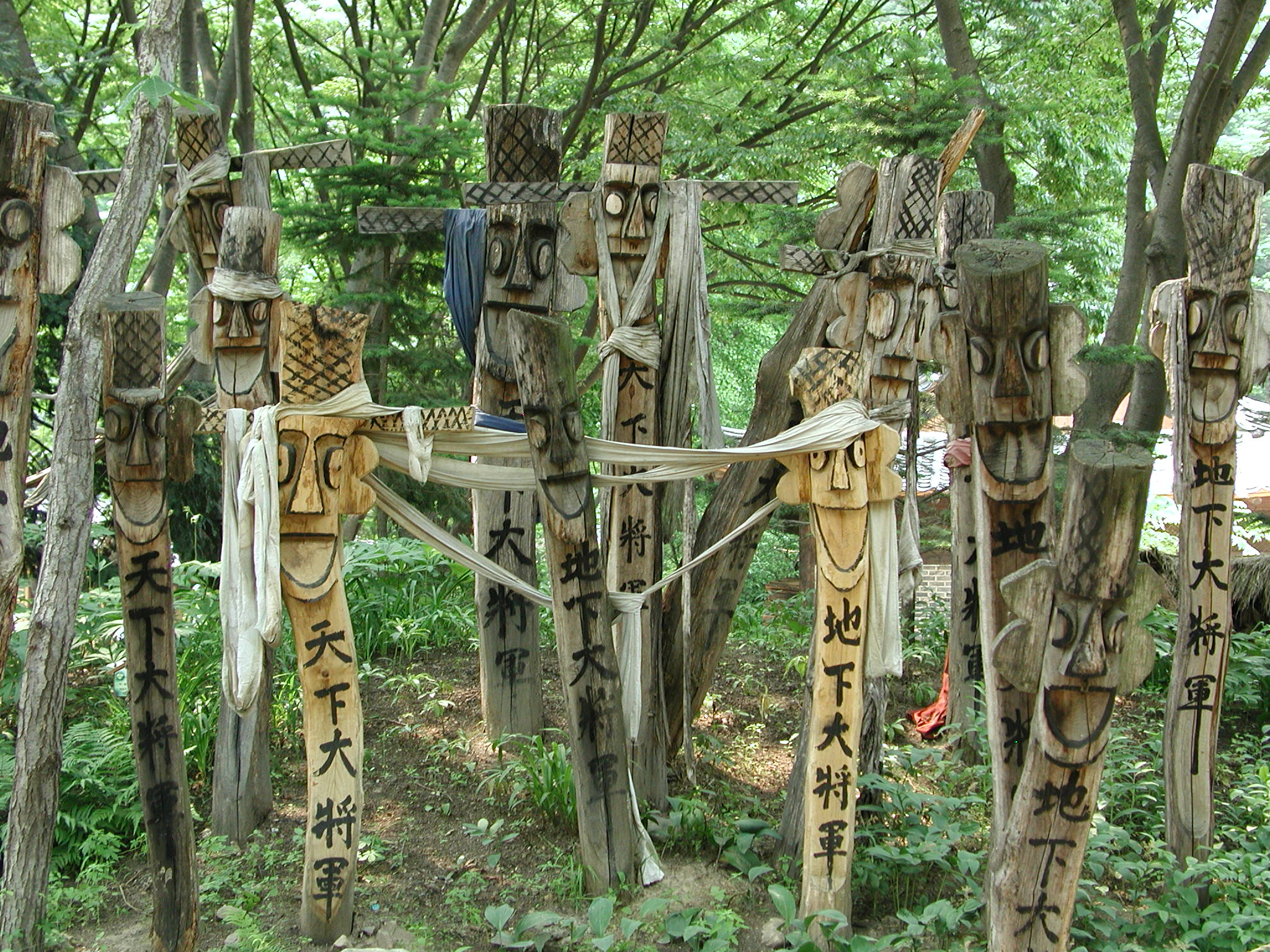
Jangseung a guardia del villaggio Minsokchon, Yongin, Corea del Sud

Pratiche sciamaniche si ritrovano quasi ovunque: presso i Ciukci, gli Inuit, gli Yupik, i Samoiedi, i Cumani, i Tartari e i Mongoli, i Buriati, i Daigate del Borneo, in Oceania, nel Sud-Est Asiatico, in India, Tibet, Giappone e nel continente americano ma si hanno anche forme più "raffinate" come presso gli Yoag Indiani, oppure i Berserkr germanici che infuriano durante le battaglie o addirittura gli eroi invasati dallo spirito di Jahvè nell'antico Testamento (Gedeone e Saul che è poi messo fra i profeti).
Riti sciamanici avevano continuato ad essere praticati nel corso della storia in Cina: la loro presenza è confermata dalle fonti storiche Han, secondo cui numerosi sciamani che abitavano il territorio cinese nel III secolo a.C. erano invitati dagli imperatori per la costruzione di altari e templi nella capitale. Nonostante l'ostilità dei funzionari di corte essi mantennero un ruolo importante per oltre un millennio fino all'emanazione di un editto del 1023 che rimandava gli sciamani nelle loro province d'origine, decretando l'abbattimento dei loro altari; in un'epoca in cui lo Stato si era ormai completamente confucianizzato lo sciamanesimo venne abolito dalla corte, continuando però ad essere praticato a livello popolare fino ai giorni nostri, seppur con una estensione molto minore.
Gli indigeni della Nuova Guinea, sotto l'effetto di alcune sostanze psichedeliche, erano convinti di entrare in contatto con i parenti defunti: il problema che sorgeva era che un morto tornato tra i vivi cambiava il proprio carattere, così da buono sarebbe potuto divenire cattivo e viceversa; questo cambiamento era alla base dei riti funerari, tesi a prevenirlo o ad assecondarlo. I Roro della Nuova Guinea inscenavano una strana cerimonia per richiamare al villaggio gli spiriti dei morti, considerandoli loro alleati.
Esistono diverse teorie per spiegare la diffusione quasi globale dello sciamanesimo, le principali sono:
1. La cosiddetta teoria diffusionista, ipotizza che il fenomeno, nato presso un popolo, si sia diffuso da un popolo all'altro, da un luogo all'altro.
2. La teoria della derivazione da una fonte comune, ipotizza cioè che ogni popolazione abbia attinto alla stessa fonte.
3. La cosiddetta teoria strutturalista, ipotizza che il fenomeno sia sorto contemporaneamente in vari luoghi e presso varie popolazioni perché innato nella struttura mentale umana.

Probabilmente (come spesso accade) il giusto sta nel mezzo e cioè che tutte e tre le teorie sono valide e non incompatibili, quindi si possono integrare tra loro.

## Neo sciamanesimo e "sciamani di plastica"
Il movimento New Age si è di recente sincreticamente appropriato di idee prese dallo sciamanesimo, come anche di credenze e pratiche di religioni orientali e di una gran varietà di culture indigene.
Esistono pure, in circoli esoterici ed occultistici, legati anche a movimenti neopagani del Nord Europa, altri tentativi moderni di reinvenzione dello sciamanesimo.
Come negli altri casi, anche nel caso dello sciamanesimo, le culture che praticano originariamente queste tradizioni, molto spesso condannano il movimento New Age e gli altri movimenti per l'uso non corretto, superficiale e frainteso che fanno delle loro pratiche tradizionali e dei termini; e li chiamano, in senso dispregiativo, "sciamani di plastica"

## Cinema
- D'autres mondes (Jan Kounen), Francia, 2004
- Bells From the Deep (Werner Herzog), Germania, 1993
- Les maîtres fous (Jean Rouch), Francia, 1955
- Au pays des mages noirs (Jean Rouch, Pierre Ponty, Jean Sauvy), Francia, 1947
- Quantum Men (Carlos Serrano Azcona), Spagna 2011
- D'Autres Mondes (Other Worlds), 2004, di Jan Kounen: documentario sui collegamenti tra lo sciamanesimo amerindo legato all'ayahuasca e il transpersonale europeo, includente terapeuti come Stanislav Grof
- Chacun cherche son chaman, 2006, di Roland Pellarin: documentario sul centro dello sciamanismo di Michael Harner praticato in Svizzera, con commenti di Jean-Patrick Costa, Roberte Hamayon, Bertrand Hell, Silvia Mancini, Jérémie Narby e altri
- L'Ayahuasca, le serpent et moi, 2003, di Armand Bernardi, film documentario di 52 minuti. Produzioni Artline Films (Parigi)
- Chamans, les Maîtres du Désordre, 2012, di Jean-Michel Corillion. Documentario HD di 52' girato in Marocco
- Un baptême de sel végétal chez Mario Matapi, 2008, de Laurent Fontaine. Corpus di film sugli Yucuna di Colombia.
- Corine Sombrun - La trance sciamanica, capacità del cervello? 2012, Conferenza a Tedx, Parigi